# Belloy-en-France
Belloy-en-France is een gemeente in Frankrijk. Het ligt in het departement Val-d'Oise op 28 km ten noorden van het centrum van Parijs. Belloy-en-France telde op 1 januari 2022 2.239 inwoners.
Er ligt station Belloy - Saint-Martin.

## Kaart
De onderstaande kaart toont de ligging van Belloy-en-France met de belangrijkste infrastructuur en aangrenzende gemeenten.

## Demografie
Onderstaande figuur toont het verloop van het inwonertal, bron: INSEE-tellingen. 

## Websites
- (fr)  Statistische informatie op de website van INSEE